# Manilkara dukensis
Manilkara dukensis är en tvåhjärtbladig växtart som först beskrevs av Adolf Engler och Kurt Krause, och fick sitt nu gällande namn av Herman Johannes Lam. Manilkara dukensis ingår i släktet Manilkara och familjen Sapotaceae.
Artens utbredningsområde är Kamerun. Inga underarter finns listade i Catalogue of Life.